# Pātāvān
Pātāvān (persiska: پاتاوان) är en ort i Iran.   Den ligger i provinsen Gilan, i den nordvästra delen av landet, 270 km nordväst om huvudstaden Teheran. Antalet invånare är 206.
Terrängen runt Pātāvān är platt. Runt Pātāvān är det tätbefolkat, med 493 invånare per kvadratkilometer. Närmaste större samhälle är Fūman, 18,0 km söder om Pātāvān. Trakten runt Pātāvān består till största delen av jordbruksmark.